# Уоллер (округ)
Округ Уоллер (англ. Waller County) расположен в США, штате Техас. На 2000 год численность населения составляла 32 662 человек. По оценке бюро переписи населения США в 2009 году население округа составляло 36 530 человек. Окружным центром является город Хемпстед.

## История
Округ Уоллер был сформирован в 1873 году.

## География
По данными Бюро переписи населения США площадь округа Уоллер составляет 1330 км².

### Основные шоссе
- Межштатная автомагистраль I-10
- Шоссе 90
- Шоссе 290
- Автострада 6

### Соседние округа
- Граймс  (север)
- Монтгомери  (северо-восток)
- Харрис  (восток)
- Форт-Бенд  (юг)
- Остин  (запад)
- Вашингтон  (северо-запад)

## Демография
По данным переписи населения 2000 года в округе проживало 32 662 жителей. Среди них 25,7 % составляли дети до 18 лет, 10,2 % люди возрастом более 65 лет. 50,3 % населения составляли женщины.
Национальный состав был следующим: 71,8 % белых, 26,0 % афроамериканцев, 0,6 % представителей коренных народов, 0,6 % азиатов, 25,7 % латиноамериканцев. 1,0 % населения являлись представителями двух или более рас.
Средний доход на душу населения в округе составлял $16338. 15,5 % населения имело доход ниже прожиточного минимума. Средний доход на домохозяйство составлял $50653.
Также 73,9 % взрослого населения имело законченное среднее образование, а 16,8 % имело высшее образование.